# Sardelovití
Sardelovití (Engraulidae) jsou čeleď paprskoploutvých ryb ze řádu bezostní (Clupeiformes). K červenci roku 2024 čeleď zahrnovala asi 174 druhů v 18 rodech.

## Charakteristika

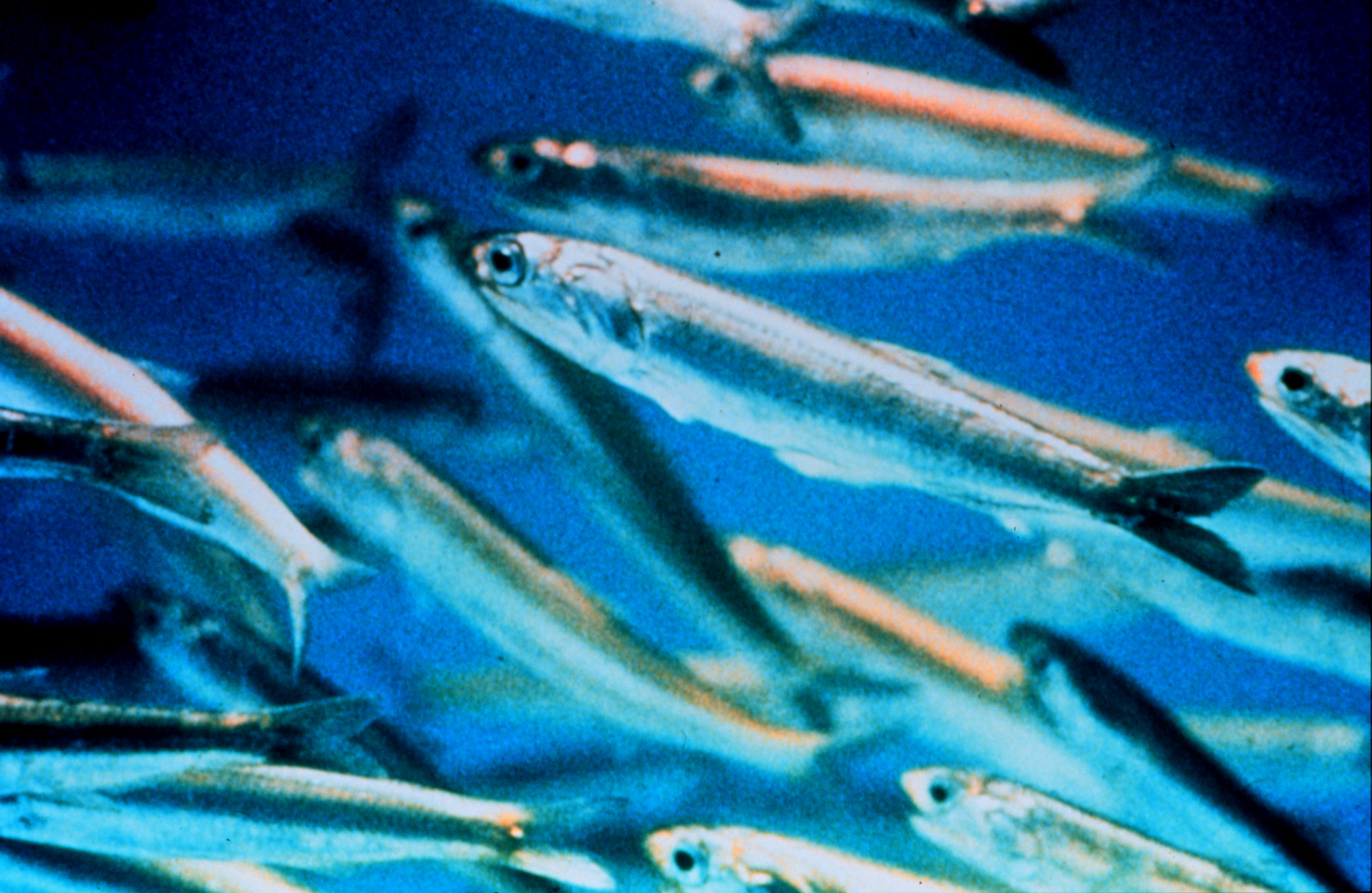
Sardel kalifornská (Engraulis mordax), hejno

Maximální délka jejich zástupců činí asi 50 cm, většina druhů však velikostně nepřekračuje 15 cm. Charakteristickým znakem sardelovitých je tupý, masitý rypec, typicky přesahující špičku dolní čelisti (někdy však jen mírně). Ústa jsou velká a nízko posazená, horní čelist zasahuje u většiny druhů až za oko, kde jsou čelisti také kloubeny. Na žaberních obloucích hustě vyrůstají dlouhé žaberní tyčinky. Počet obratlů činí 38–49, u rodu Coilia více. Zuby na čelistních kostech mohou být dobře vyvinuté, u jiných druhů naopak chybí. Jedinečné ozubení měly vyhynulé eocenní rody Clupeopsis a Monosmilus, jež jsou pokládány za kmenové zástupce sardelovitých a byly vybaveny nezvyklým nepárovým tesákem. Tělo sardelovitých je často průhledné, se stříbřitým pruhem po stranách. U druhu Coilia dussumieri byla popsána bioluminiscence.
Sardelovití většinou žijí v hejnech v mělkých pobřežních vodách tropických a mírných oblastí Atlantiku, Pacifiku a Indického oceánu. Někdy se objevují i v ústích řek, některé druhy pronikají i do sladkovodního prostředí. Živí se především zooplanktonem, vzácněji loví jiné druhy ryb. Sardelovití žijí poměrně krátce, jejich věk typicky nepřekračuje 3 nebo 4 léta. Mají tučné maso a jakožto lovné ryby jsou ceněny již od antických dob. Hospodářsky významným druhem je zvláště sardel peruánská (Engraulis ringens), jež se zpracovává na rybí moučku a patří mezi nejlovenější ryby světa.

## Přehled recentních rodů[1]
- Amazonsprattus
- Anchoa
- Anchovia
- Anchoviella
- Cetengraulis
- Coilia
- Encrasicholina
- Engraulis
- Jurengraulis
- Lycengraulis
- Lycothrissa
- Papuengraulis
- Pseudosetipinna
- Pterengraulis
- Setipinna
- Stolephorus
- Thrissina
- Thryssa